# Acanthonevra trigonina
Acanthonevra trigonina
 es una especie de insecto del género Acanthonevra de la familia Tephritidae del orden Diptera. 

## Historia
Zia la describió científicamente por primera vez en el año 1963.